# Nie Pao
Nie Pao (čínsky pchin-jinem Niè Bào, znaky zjednodušené 聂豹, tradiční 聶豹; 1487–1563) byl čínský politik a neokonfuciánský filozof žijící a působící v mingské Číně. Jako politik dosáhl funkce ministra vojenství, jako filozof patřil k představitelům ťiangjouské školy, jedné ze škol, na něž se rozvětvili následovníci Wang Jang-minga.

## Jména
Nie Pao používal zdvořilostní jméno Wen-wej (čínsky pchin-jinem Wénwèi, znaky 文蔚) a literární pseudonym Šuang-ťiang (čínsky pchin-jinem Shuāngjiāng, znaky zjednodušené 双江, tradiční 雙江).

## Život a dílo
Nie Pao pocházel z okresu Jung-feng v prefektuře Ťi-an v jihočínské provincii Ťiang-si. Studoval konfuciánské klasiky, skládal úřednické zkoušky, roku 1517 složil i jejich nejvyšší stupeň – palácové zkoušky – a získal hodnost ťin-š’.
Po zkouškách nastoupil na místo okresního přednosty v Chua-tingu (v 21. století část Šanghaje), kde předvedl aktivitu a snahu. Úřednickou kariéru přerušilo jeho uvěznění v letech 1544–1549 kvůli obviněním z korupce. Po osvobození se vrátil do úřadu a v letech 1553–1555 byl dokonce ministrem vojenství. Kariéru Nie Paoa podporoval jeho bývalý žák Sü Ťie, v letech 1552–1568 velký sekretář a tedy jeden z nejbližších pomocníků císaře Ťia-ťinga. Sü Ťie s Nie Paoem a Ou-jang Tem organizovali v Pekingu debaty o konfuciánském učení, kterých se účastnily tisíce kandidátů zkoušek.
Při studiích konfucianismu se přiklonil k učení Wang Jang-minga, které intenzivně studoval během svého věznění. Soustředil se na meditaci a dosahování vnitřního klidu, kladl důraz na potřebu morální síly (kung-fu) k realizování liang-č’, poznání vrozeného dobra, které vyústilo v správné, etické, chování (synovská oddanost siao), cestu k moudrosti a nakonec i vyučování jiných.
Své filozofické názory shrnul v díle Záznamy o těžkostech chápání (困辯錄, Kchun pien-lu).